# テレビ朝日金曜7時30分枠の連続ドラマ
テレビ朝日金曜7時30分枠の連続ドラマ（てれびあさひきんようしちじさんじっぷんわくのれんぞくどらま）は、過去6期に渡ってテレビ朝日系列の毎週金曜19:30 - 20:00（JST）に放送されたテレビドラマの枠である。
なお中断中や後身のアニメに関しては、

## 歴史
この枠は開局してすぐにドラマを放送、初のヒット作は海外作品『ちびっこギャング』で、それまで好評だった裏の日本テレビの花王石鹸（現：花王）一社提供路線を一時低迷させるが、1965年4月開始の『踊って歌って大合戦』（日本テレビ系列）や、その後の『日清ちびっこのどじまん』（フジテレビ系列）の快進撃で低迷し、ドラマは度々中断、やがてアニメが主流となっていく。
その後1972年10月6日に、変身ブームに便乗した川内康範原作の特撮番組『愛の戦士レインボーマン』がヒット、その後も特撮番組を続けるが、変身ブームの衰退で低迷し一旦中断、そして1974年10月4日に、石森（石ノ森）章太郎原作の特撮コメディ『がんばれ!!ロボコン』が大ヒットとなり、2年半の長期に渡って放送された。だが、NETからテレビ朝日へ社名を変更した1977年4月に開始された同じ石森原作の次作『ロボット110番』は受けず、9か月で終了した。『がんばれ!レッドビッキーズ』からは石森原作のスポーツ路線へ変更し、人気を盛り返すものの、3作目の『それゆけ!レッドビッキーズ』は1981年10月の改編で、それまで月曜日から土曜日の18:50や日曜9時枠で放送していた『ドラえもん』が金曜19:00に移動するにあたり、それまで金曜19:00で放送されていたアニメ『ハロー!サンディベル』がこの枠に移動するため、日曜19:00に移動、同時に朝日放送に制作が交代、そしてこの枠のドラマは約5か月間中断した。
『サンディベル』終了後、『メタルヒーローシリーズ』の第1作『宇宙刑事ギャバン』を開始、久々の単体ヒーローとして人気番組となり、シリーズが継続されるが、4作目の『巨獣特捜ジャスピオン』は終了目前の1985年12月27日放送をもって月曜19:00に移動、ドラマは終了した。

## 作品リスト
▲マークは海外作品。

### 第1期
- 源義経（南郷京之助主演版）（1959年2月6日 - 5月1日） - ここから「日本歴史シリーズ」。
- 新書太閤記（石井一雄主演版）（1959年5月8日 - 7月31日）
- 大楠公（1959年8月7日 - 11月6日）
- 幕末物語（1959年11月13日 - 1960年4月29日） - ここまで「日本歴史シリーズ」。
- 笛吹童子（北大路欣也主演版）（1960年5月6日 - 12月30日）
- 西部の兄妹（1961年1月6日 - 3月31日）▲
- ウインチェル（1961年4月7日 - 6月9日）▲
- スケルトン大笑劇場（1961年6月16日 - 1962年3月30日）▲
- ごきげんチンパン君（1962年4月6日 - 1963年5月31日）▲
- ちびっこギャング（1963年6月7日 - 1965年8月27日）▲ - 金曜19:00より移動。
- 空手三四郎（1965年9月3日 - 1966年2月25日）
- バットマスターソン（1966年3月4日 - 4月8日）▲

### 第2期
- トリオ・ザ・3ばか（1966年9月30日 - 12月30日）▲

### 第3期
- 河童の三平 妖怪大作戦（1968年10月4日 - 1969年3月28日）

### 第4期
- 愛の戦士レインボーマン（1972年10月6日 - 1973年9月28日）
- ダイヤモンド・アイ（1973年10月5日 - 1974年3月29日）
- 電撃!!ストラダ5（1974年4月5日 - 6月28日）

### 第5期
- がんばれ!!ロボコン（1974年10月4日 - 1977年3月25日） - 継続中の1975年4月に、腸捻転解消で毎日放送から朝日放送へネット変更。
- ロボット110番（1977年4月8日 - 12月30日） - 放送開始の前週となる1977年4月1日からテレビ朝日へ社名変更。
- がんばれ!レッドビッキーズ（1978年1月6日 - 12月29日）
- 燃えろアタック（1979年1月5日 - 1980年7月11日）
- それゆけ!レッドビッキーズ（1980年8月29日 - 1981年9月25日） - 日曜19:00へ移動し、朝日放送へ制作が交代。

### 第6期（メタルヒーローシリーズ）
- 宇宙刑事シリーズ
  - 宇宙刑事ギャバン（1982年3月5日 - 1983年2月25日）
  - 宇宙刑事シャリバン（1983年3月4日 - 1984年2月24日）
  - 宇宙刑事シャイダー（1984年3月2日 - 1985年3月1日）
  - 3人の宇宙刑事 ギャバン シャリバン シャイダー 大集合!!（1985年3月8日） - 『宇宙刑事シリーズ』最終回スペシャル。
- 巨獣特捜ジャスピオン（1985年3月15日 - 12月27日） - 月曜19:00へ移動。

## 参考資料
- キー局番組変遷編成ひょ～
- 毎日新聞・縮刷版